# باول نيل
باول نيل (بالإنجليزية: Paul Neill)‏ هو مهندس أمريكي، ولد في 6 سبتمبر 1882 في فيلادلفيا في الولايات المتحدة، وتوفي في 21 أكتوبر 1968 في موريستاون في الولايات المتحدة.